# Willie Best
William "Willie" Best (27 de mayo de 1916 – 27 de febrero de 1962), a veces acreditado como Sleep n' Eat, fue un actor cinematográfico y televisivo de nacionalidad estadounidense.
Best fue uno de los primeros actores y comediantes cinematográficos afroamericanos que consiguieron la popularidad, aunque su trabajo, al igual que en el caso de Stepin Fetchit, es en algunas ocasiones fuente de críticas por interpretar a un estereotipo de personaje vago, analfabeto, y/o ingenuo. De los 124 títulos en los cuales trabajó, apareció en los créditos de al menos 77 de ellos, un hecho inusual para un intérprete de pequeños papeles.

## Carrera como actor

### Cine
Nativo de Sunflower, Misisipi, Best había llegado a Hollywood como chófer de una pareja pasando unas vacaciones, y empezó su carrera artística en un espectáculo itinerante en el sur de California. Tras ser descubierto por un cazatalentos, empezó a trabajar en las películas de Hollywood como actor de carácter.
Best actuó en más de cien filmes entre las décadas de 1930 y 1940. Aunque algunas fuentes afirman que durante años fue únicamente acreditado como “Sleep n’ Eat,” Best apareció con ese apodo en únicamente cinco películas: su primer film, de Harold Lloyd, Feet First; The Monster Walks (1932); Kentucky Kernels y West of the Pecos (ambas de 1934) y Murder on a Honeymoon (1935)). Posteriormente aparecía normalmente en los créditos como “Willie Best” o “William Best.”
Best pasó alternativamente de ser estimado como un gran payaso a ser criticado, compadecido y, finalmente, virtualmente olvidado. Hal Roach decía de él que era uno de los mayores talentos que había conocido. De manera similar, Bob Hope decía que era "el mejor actor que conozco," cuando ambos coincidieron en El castillo maldito en 1940.
Como intérprete de pequeños papeles, Best, como muchos actores negros de la época, fue elegido con regularidad para encarnar a trabajadores domésticos o del sector servicios. Sin embargo, en el caso de Best era inusual que sus papeles se reflejaran casi siempre en los títulos de crédito, circunstancia que no se daba en otros intérpretes de pequeños papeles en las décadas de 1930 y 1940. Así, por ejemplo, Walter Brennan hizo 125 películas entre 1930 y 1939, aunque solamente se acreditaron 57 de sus actuaciones.
La carrera de Best fue también inusual por el hecho de que en más de 80 de sus filmes su personaje tuviera un nombre específico, en vez de contar con descripciones simples como ‘camarero del servicio de habitaciones’ o ‘muchacho limpiabotas’), y todo ello a partir de su segunda película. En comparación, Lucille Ball no tuvo un personaje con nombre propio hasta su decimocuarta cinta, y actores de pequeños papeles como Robert Dudley y Ethelreda Leopold rara vez tuvieron algo más que una somera descripción de sus personajes.
Best encarnó a “Chattanooga Brown” en dos películas de Charlie Chan, The Red Dragon (1945) y Dangerous Money (1946). También fue “Hipp” en tres de los seis filmes de RKO Pictures en torno al personaje Scattergood Baines protagonizados por Guy Kibbee: Scattergood Baines (1941), Scattergood Survives a Murder (1942), y Cinderella Swings It (1943).

### Televisión
Best se hizo conocido entre el público televisivo por su papel de Charlie, el ascensorista, en el show de la CBS My Little Margie, emitido entre 1953 y 1955.
Otro papel televisivo fue el de Willie, el criado y manitas, además de buen amigo del personaje del título, en la serie de la ABC The Trouble with Father, actuando a lo largo de toda la trayectoria del show entre 1950 y 1955.

## Fallecimiento
Willie Best falleció en 1962 en la Motion Picture Country Home de Woodland Hills (Los Ángeles), California, a causa de un cáncer. Tenía 45 años de edad. Fue enterrado en el Cementerio Valhalla Memorial Park de Los Ángeles.

## Selección de su filmografía
| Año         | Título                              | Personaje                  | Observaciones                                |
| ----------- | ----------------------------------- | -------------------------- | -------------------------------------------- |
| 1930        | Deep South                          |                            |                                              |
| 1930        | Feet First                          | Portero                    | Acreditado como Sleep 'n' Eat                |
| 1931        | The Virtuous Husband                | Luftus                     | Otro título: What Wives Don't Want           |
| 1931        | Up Pops the Devil                   | Hombre en la lavandería    | No acreditado                                |
| 1932        | The Monster Walks                   | Exodus                     | Acreditado como Sleep 'n' Eat                |
| 1934        | Little Miss Marker                  | Dizzy Memphis              | No acreditado                                |
| 1934        | West of the Pecos                   | Jonah                      | Acreditado como Sleep 'n' Eat                |
| 1935        | Murder on a Honeymoon               | Willie, el mozo            | Acreditado como Sleep 'n' Eat                |
| 1935        | Annie Oakley                        | Segundo cocinero           | No acreditado                                |
| 1935        | The Littlest Rebel                  | James Henry, un esclavo    |                                              |
| 1936        | The Bride Walks Out                 | Smokie                     |                                              |
| 1936        | Mummy's Boys                        | Catfish                    |                                              |
| 1936        | Thank You, Jeeves                   | Drowsy                     |                                              |
| 1937        | Breezing Home                       | Speed                      | Acreditado como William Best                 |
| 1937        | The Lady Fights Back                | McTavish                   |                                              |
| 1937        | Deep South                          |                            | corto                                        |
| 1938        | Merrily We Live                     | George W. Jones            |                                              |
| 1938        | Youth Takes a Fling                 | George                     |                                              |
| 1938        | Vivacious Lady                      | Mozo de tren               |                                              |
| 1939        | Nancy Drew... Trouble Shooter       | Apollo Johnson             |                                              |
| 1939        | Miracle on Main Street              | Duke                       |                                              |
| 1940        | El castillo maldito                 | Alex                       |                                              |
| 1940        | Who Killed Aunt Maggie?             | Andrew                     |                                              |
| 1941        | High Sierra                         | Algernon                   |                                              |
| 1941        | Scattergood Baines                  | Hipp                       |                                              |
| 1941        | Nothing But the Truth               | Samuel                     |                                              |
| 1941        | The Smiling Ghost                   | Clarence                   |                                              |
| 1942        | Whispering Ghosts                   | Euclid White Brown         |                                              |
| 1942        | The Hidden Hand                     | Eustis                     |                                              |
| 1943        | Cabin in the Sky                    | Second Idea Man            |                                              |
| 1943        | Thank Your Lucky Stars              | Soldado                    | No acreditado                                |
| 1944        | The Adventures of Mark Twain        | George                     | No acreditado                                |
| 1944        | The Girl Who Dared                  | Woodrow                    |                                              |
| 1945        | Hold That Blonde                    | Willie Shelley             |                                              |
| 1945        | The Red Dragon                      | Chattanooga Brown          |                                              |
| 1946        | The Bride Wore Boots                | Joe                        |                                              |
| 1946        | Dangerous Money                     | Chattanooga Brown          | Otro título: Charlie Chan in Dangerous Money |
| 1947        | Suddenly, It's Spring               | Mozo de tren               |                                              |
| 1947        | The Red Stallion                    | Jackson                    |                                              |
| 1948        | Smart Woman                         | Mozo de tren               | No acreditado                                |
| 1949        | Jiggs and Maggie in Jackpot Jitters | Willie                     | No acreditado                                |
| 1950        | High and Dizzy                      | Wesley                     |                                              |
| 1950 a 1955 | The Stu Erwin Show                  | Willie, el manitas         | 30 episodios                                 |
| 1951        | South of Caliente                   | Willie                     |                                              |
| 1951 a 1952 | Racket Squad                        | Portero Limpiador          | 2 episodios                                  |
| 1952 a 1955 | My Little Margie                    | Charlie                    | 21 episodios                                 |
| 1954 a 1955 | Waterfront                          | Billy Slocum/Willie Slocum | 18 episodios                                 |